# Jonathan Tiernan-Locke
Jonathan Tiernan-Locke (Plymouth, 26 december 1984) is een Engels voormalig wielrenner. Hij startte zijn carrière met mountainbiken toen hij vijftien jaar was. Als achttienjarige stapte hij over naar het wegwielrennen.
Toen hij 26 was, begon Tiernan-Locke koersen te winnen. Zo eindigde hij als vijfde in de Ronde van Groot-Brittannië en won er de bergtrui. Een jaar later was hij zeer succesvol in meerdaagse koersen: hij won het algemeen klassement van de Ronde van de Middellandse Zee, de Ronde van de Haut-Var, de Ronde van de Elzas en de Ronde van Groot-Brittannië. Bovendien werd hij tweede in de Ronde van Murcia, na Nairo Quintana.
In 2013 ging Tiernan-Locke rijden bij het Britse Team Sky. Tiernan-Locke zette zichzelf op 29 september 2013 op non-actief nadat de UCI hem uitleg had gevraagd over zijn verdachte bloedwaarden. In juli 2014 kreeg hij als gevolg van deze onregelmatigheden een schorsing voor twee jaar opgelegd. Zijn overwinning in de Ronde van Groot-Brittannië van 2012 werd geschrapt en hij werd onmiddellijk ontslagen door zijn ploeg.

## Belangrijke overwinningen
2011
- 4e etappe Ronde van León
- Bergklassement Ronde van Groot-Brittannië

2012
- 1e etappe Ronde van de Middellandse Zee
- 4e etappe Ronde van de Middellandse zee
- Eind- en puntenklassement Ronde van de Middellandse zee
- 2e etappe Ronde van de Haut-Var
- Eindklassement Ronde van de Haut-Var
- 2e etappe Ronde van de Elzas
- 4e etappe deel A Ronde van de Elzas
- Eindklassement Ronde van de Elzas
- Eindklassement Ronde van Groot-Brittannië

## Resultaten in voornaamste wedstrijden
| Jaar | Luik-Bast.‑Luik | Grote Prijs van Quebec |  | WK op de weg |
| ---- | --------------- | ---------------------- |  | ------------ |
| 2012 |                 |                        |  | 19e          |
| 2013 | opgave          | 63e                    |  |              |

| Resultaten in kleinere rondes |                               |                      |                      |                       |                            |
| jaar                          | Ronde van de Middellandse Zee | Ronde van de Algarve | Ronde van Oostenrijk | Ronde van Zwitserland | Ronde van Groot-Brittannië |
| 2010                          |                               |                      |                      |                       | 47e                        |
| 2011                          |                               |                      |                      |                       | 5e                         |
| 2012                          | (2 etappes)                   |                      |                      |                       |                            |
| 2013                          |                               | 51e                  | 73e                  | 104e                  |                            |